# Suspectul (film din 1975)

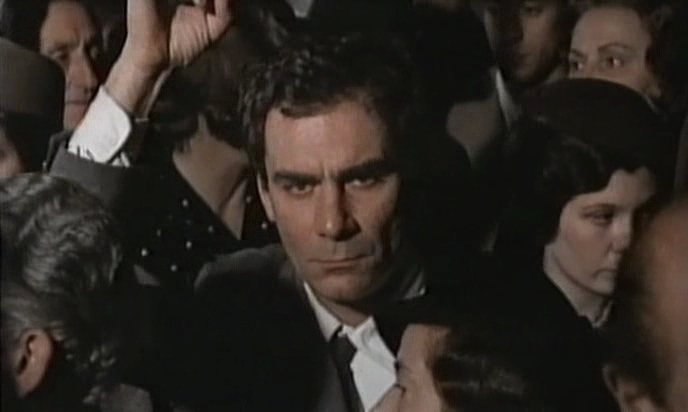
Gian Maria Volonté într-o scenă din film

Suspectul (titlul original: în italiană Il sospetto) este un film dramatic italian, realizat în 1975 de regizorul Francesco Maselli, protagoniști fiind actorii Gian Maria Volonté, Annie Girardot, Renato Salvatori și Gabriele Lavia.

## Rezumat
Intrigile politice și luptele interioare din cadrul Partidului Comunist Italian sunt temele dominante ale acestei drame. Emilio a fost trimis la Torino de Comitetul Central Comunist Italian de la Paris, aparent pentru a afla care dintre cei patru reprezentanți ai Partidului care lucrează la Fiat este un spion. Anterior, Emilio fusese ostracizat pentru că a avut o ceartă prea aprinsă cu un membru al fracțiunii troțkiste a partidului. Reabilitat, el își ia sarcina foarte în serios și are multe interviuri cu fiecare dintre cei patru membrii. Se instalează cu Gavino într-un apartament și se întâlnește, pe rând, cu ceilalți trei manageri, știind că dacă spionul chiar există, riscul este o pedeapsă de la douăzeci până la treizeci de ani de închisoare grea în închisorile fasciste. În realitate, Emilio a fost spionat de agenți din OVRA, poliția secretă fascistă, încă de la sosirea sa de la Paris, așa că întâlnirile sale duc, pe lângă arestarea sa, și pe cea a întregii conduceri centrale din Torino. Nu se știe dacă suspiciunea unui infiltrat în rândurile Partidului a fost întemeiată sau nu, făcând astfel pe comuniști, în încercarea de a-l identifica și neutraliza, să facă un pas greșit grav...

## Distribuție
- Gian Maria Volonté – Emilio
- Annie Girardot – Teresa
- Renato Salvatori – Gavino Pintus
- Gabriele Lavia – Giacomo La Rosa
- Felice Andreasi – Alessandri
- Annabella Cerliani – doamna de la agenție
- Ernesto Colli – funcționarul de la partidul din Paris
- Daniele Dublino – un funcționar
- Antonio Casale – Resta
- Pietro Biondi – un agent de la OVRA
- Franco Balducci – un funcționar
- Luciano Bartoli – un muncitor tânăr
- Bruno Corazzari – Tommaso Lenzini
- Felice Andreasi – Alessandri